# 黑背紫水鸡
黑背紫水鸡（学名：Porphyrio indicus），是鹤形目秧鸡科的一种鸟类。

## 特征
黑背紫水鸡体重约773.9克，翼长约230.2毫米，嘴峰长约60.1毫米，喙宽度约9.1毫米，喙厚度约19.8毫米，跗蹠长约80.2毫米，尾长约79.5毫米。黑背紫水鸡在其分布区内为留鸟，其栖息在半开放的湖泊、沼泽等湿地环境中，食性为草食性，主要食物来源是水生植物。

## 分布
新西兰、苏门答腊岛、爪哇岛、巴厘岛、婆罗洲和苏拉威西岛。